# 豔賊
《豔賊》是一部1964年的懸疑電影，由希區考克導演，黛碧·海倫和史恩·康納萊主演。其內容改編自Winston Graham於1961年出版的同名小說，講述一個美艷動人的女子瑪琳，因小時候的生活及家庭因素導致她對世界冷感及不信任，而對男人憎恨，和對偷竊的強烈慾望；她以偷竊的方式滿足自己的性和情感。
《艷賊》和希區考克其他大部分作品一樣，主題性十分強烈。其故事背後所呈現的犯罪心理面是更值得去探討的。

## 劇情
與馬克有生意來往的公司遭身份不明的絕色秘書偷竊。老闆只能給出一般性的外貌形容。原來該秘書乃是精於易容並擁有多重假身份的瑪琳。她將大部分的鉅額不法所得轉給行動不便的孀居寡母，假稱是自己老闆給了優厚待遇。瑪琳之母雖生活無虞，卻仍為鄰居帶小孩以彌補年輕時為生活奔忙以致無暇與女兒相處的遺憾。瑪琳因而與其母所照顧的小女孩互相吃醋。
瑪琳畏懼紅色，並認為母親不愛她。兩人也不知如何好好相處。
瑪琳繼續以假身份應徵文員工作以尋找行竊機會，恰好應徵上了馬克的公司。雖已改換裝束，但馬克似乎認出了她。所以雖然她所假造的身份資歷不足，經理還是在馬克授意下錄取了她。
瑪琳邊工作邊窺探公司保險庫相關事宜，馬克則窺探她，發現了她對紅色的畏懼。瑪琳多話的同事告知她，馬克之妻早逝，收容小姨子與自己父親等三人同住。而小姨子似乎有意於馬克。
馬克於涉入商場前是動物學家，在一次與瑪琳的單獨加班中談及雌性動物之本能，並發現她對打雷亦十分畏懼。
馬克開始追求瑪琳，兩人一起到賽馬場賭馬。瑪琳在那裡被人認了出來。雖然她極力否認，但對方並不放棄。
瑪琳終於下手行竊公款成功。卻在逃亡時被馬克截獲。瑪琳繼續編造自己的過去，但說詞間的破綻一一遭馬克指出，只得道出實情。
原來馬克雖未能確認，但對瑪琳充滿好奇心，並喜歡上她。在掌獲其犯罪證據及真實身份後，一一道出自己對她的瞭解，並已補回公款以掩蓋其罪行。他要求瑪琳嫁給她並與他住一起，繼續以所編造的身份生活下去。瑪琳大受驚嚇，卻無計可施。
兩人婚後登遊輪渡蜜月。醋海生波的小姨子知曉馬克為婚禮及不明用途付出鉅款，翻找其房間找出可疑資料。蜜月中的兩人無夫妻之實，因為瑪琳無法接受被男人碰觸。但馬克仍對她充滿熱情。在單方面付出又久受冷落後終於盛怒下霸王硬上弓。第二天清晨，瑪琳投船上泳池尋死，幸被救起。
兩人縮短蜜月提前打道回府。疑心大起的小姨子偷聽二人談話，終於知道馬克付出鉅款是為了回補瑪琳的贓款。

## 演員表
- 黛碧·海倫 飾 瑪琳（Marnie Edgar）
- 史恩·康納萊 飾 馬克
- 戴安·碧嘉（英语：Diane Baker）
- Martin Gabel
- Louise Latham

## 外部連結
- 互联网电影数据库（IMDb）上《豔賊》的资料（英文）
- 爛番茄上《豔賊》的資料（英文）
- AllMovie上《豔賊》的资料（英文）
- TCM电影资料库上《豔賊》的资料（英文）
- 美国电影学会目录上的《豔賊》（英文）